# Staatliches Musiktheater Klaipėda

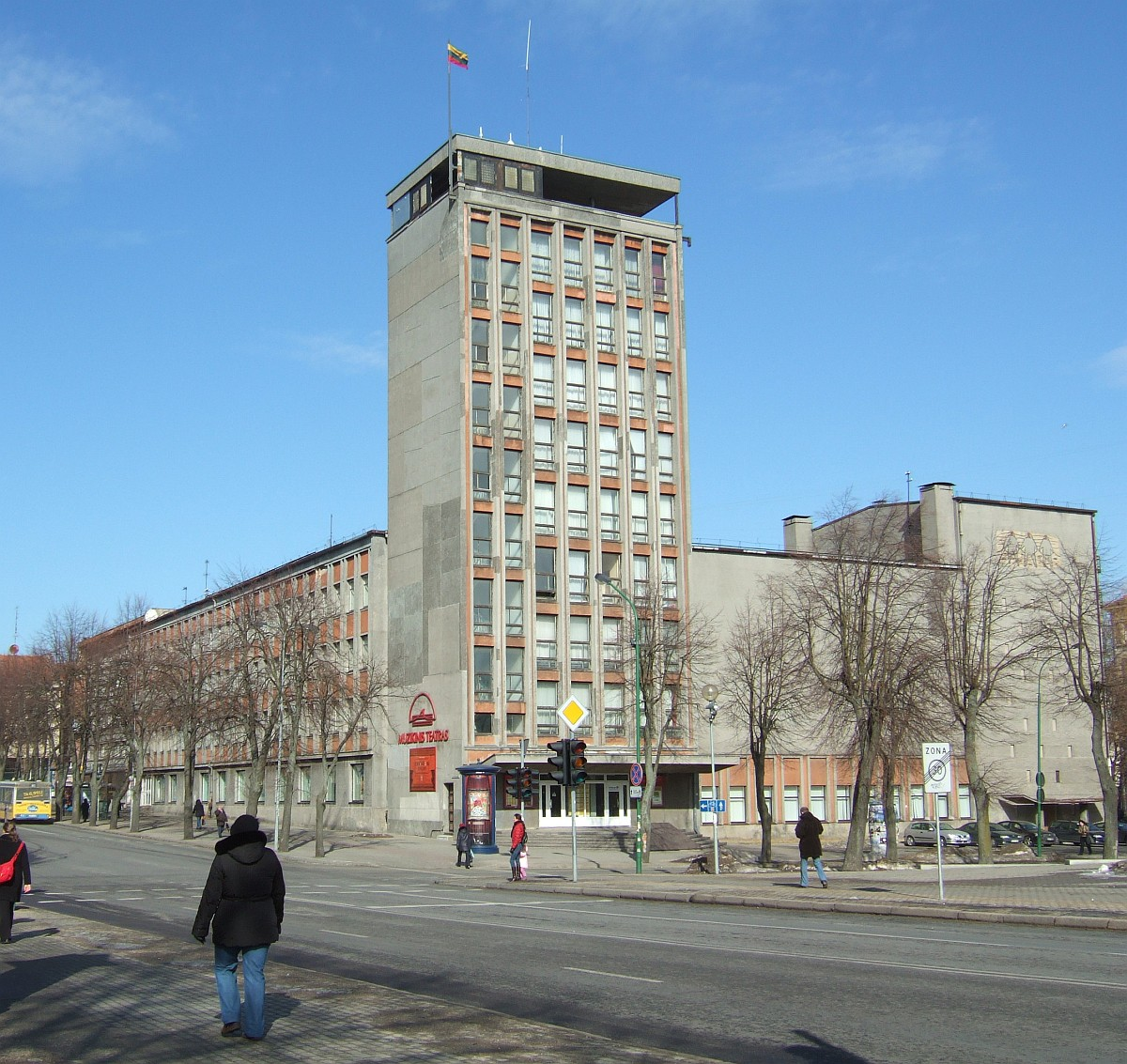
Musiktheater Klaipėda

Das Staatliche Musiktheater Klaipėda (lit. Klaipėdos valstybinis muzikinis teatras) ist ein Opernhaus in der litauischen Hafenstadt Klaipėda. Adresse: Danės g. 19, LT-92111 Klaipėda.

## Geschichte
Das Theater wurde 1987 gegründet. Den Theaterkern bildete das Volksoperntheater Klaipėda (1956–1986). Das Theater wurde am 23. April 1988 eröffnet mit Audronė Žigaitytės Oper „Mažvydas“ nach einem Drama von Justinas Marcinkevičius (Dirigent Gintaras Rinkevičius, Regisseur Gintas Žilys, Ausstattung Virginija Idzelytė). Seit 1993 spielt das Sinfonieorchester Kleinlitauens (Dirigent Stasys Domarkas) im Musiktheater Klaipėda.

## Künstlerische Leitung
- 1991–1992: Dirigent Algis Jonas Lukoševičius
- 1992–1995: Ballettmeisterin Laisvė Dautartaitė
- 1995–2005: Dirigent Stasys Domarkas
- 2005–2007: Komponistin Audronė Žigaitytė-Nekrošienė
- 2007–2008: Regisseur Ramūnas Kaubrys
- 2008–2010: Audronė Žigaitytė-Nekrošienė
- seit 2010: Ramūnas Kaubrys

## Dirigenten
Stasys Domarkas, Ilmaras Haris Lapinis, Vytautas Lukočius, Modestas Pitrėnas, Dmitrijus Zlotnikas, Dante Anzolini  (Italien), S. Cicero (Schweiz), B. Burger (Niederlande), Imants Resnis (Lettland), J. Domarkas, G. Rinkevičius, P. Bingelis, A. J. Lukoševičius, K. Kšanas.

## Sänger
Virgilijus Noreika, Vytautas Juozapaitis, Edvardas Kaniava, Vladimiras Prudnikovas, Audrius Rubežius, Kęstutis Alčauskis, Laimonas Pautienius, Algirdas Janutas, Irena Milkevičiūtė, Inesa Linaburgytė, Asmik Grigorian, Žoržas Siksna (Lettland), Edmundas Seilius